# Bethencourt Communal Cemetery
Bethencourt Communal Cemetery is een Britse militaire begraafplaats met gesneuvelden uit de Eerste Wereldoorlog, gelegen in het Franse dorp Béthencourt (Noorderdepartement). De begraafplaats ligt 330 m ten noorden van het dorpscentrum en maakt deel uit van de gemeentelijke begraafplaats. Ze heeft een nagenoeg driehoekig grondplan met een oppervlakte van 328 m² en het Cross of Sacrifice staat ongeveer in het midden. De begraafplaats wordt onderhouden door de Commonwealth War Graves Commission. 
Er worden 81 doden herdacht waaronder 6 niet-geïdentificeerde.

## Geschiedenis
In het dorp was in augustus en september 1914 een Duits veldhospitaal gevestigd. Daar werden ook gewonde soldaten van de Commonwealth landen verzorgd. Zes Britten werden hier tijdens deze maanden begraven. De andere 69 geïdentificeerde slachtoffers sneuvelden in oktober 1918 tijdens het geallieerde eindoffensief. Onder hen zijn er 68 Britten en 1 Nieuw-Zeelander. Voor 9 Britten werden Special Memorials opgericht omdat hun graven niet meer gelokaliseerd konden worden.

## Onderscheiden militairen
- J. Wall, kanonnier bij de Royal Field Artillery werd onderscheiden met de Distinguished Conduct Medal (DCM).
- H.Hardman, soldaat bij het East Surrey Regiment en William Henry Shute, soldaat bij het Devonshire Regiment werden onderscheiden met de Military Medal (MM).